# Daniel Sivan

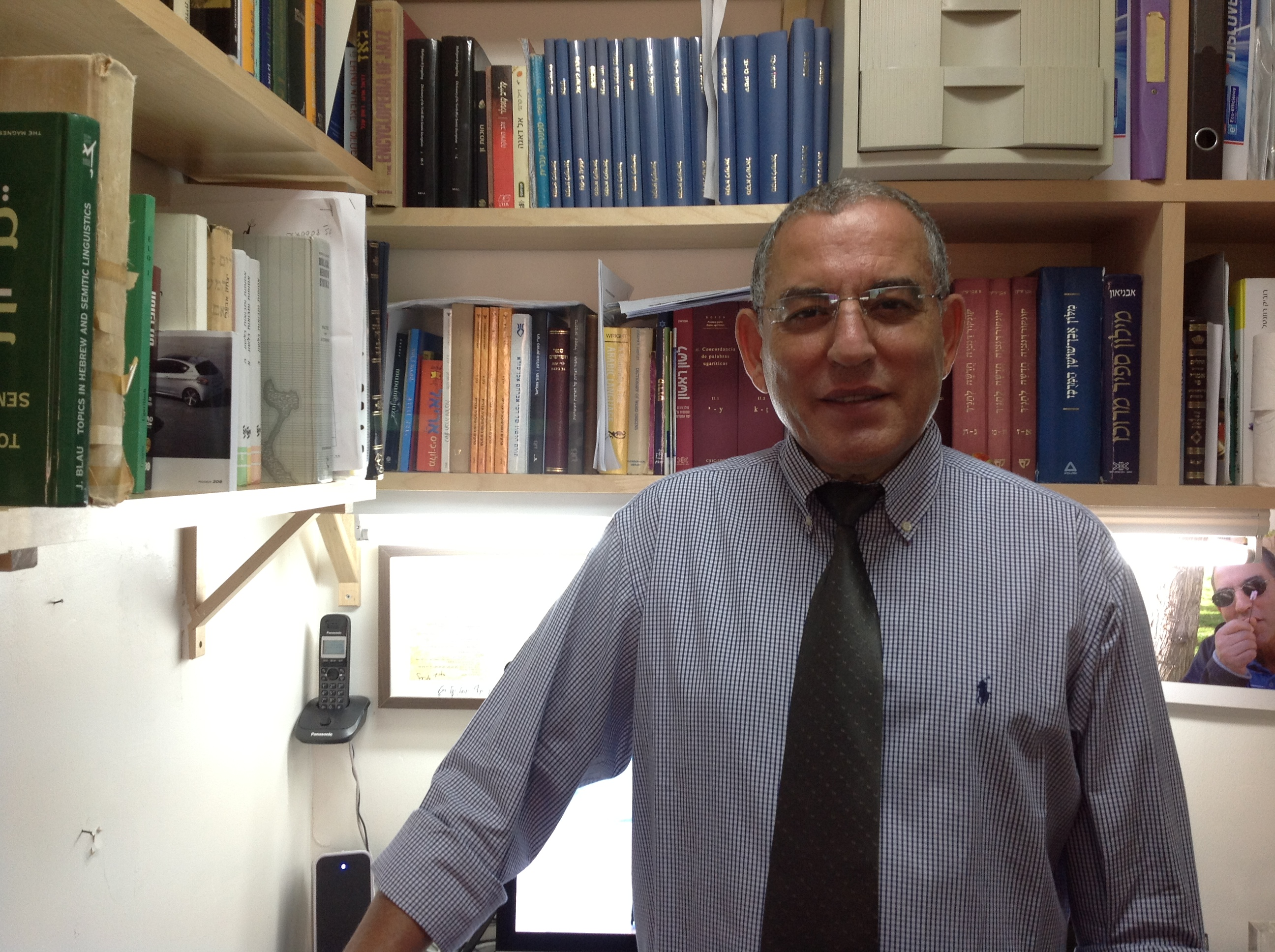
Daniel Sivan

Daniel Sivan (geb. 21. August 1949 in Casablanca, Marokko) ist ein marokkanisch-israelischer Semitist und emeritierter Hochschullehrer in der hebräischen Sprachabteilung der Ben-Gurion-Universität im Negev.

## Leben
Daniel Sivan (Siboni) wurde in Casablanca, Marokko, geboren. Er wanderte 1955 mit seinen Eltern und seinen beiden Brüdern über Marseille nach Israel aus. Die Familie lebte anfangs in Safed. Dort wurde sein jüngster Bruder geboren.
Im August 1967 trat Sivan seinen Militärdienst in den Israelischen Verteidigungskräften (IDF) an. Nach Abschluss seines Militärdienstes zog er nach Ramat Gan.
1970 begann er an der Universität Tel Aviv ein Studium und schloss dieses mit einem Bachelor of Arts in Bibelwissenschaften und Hebräisch ab. Sivan setzte sein Studium fort und erwarb einen Master of Arts in Hebräisch und Semitischen Sprachen. Sivans Doktorarbeit „Grammatik nordwestlicher semitischer Vokabeln in akkadischen Texten aus dem Land Israel und Syrien in der mittleren Bronzezeit“ wurde unter der Leitung von Gideon Goldenberg und Anson Frank Rainey verfasst und 1978 eingereicht.
Sivan wurde während seines Studiums mit der Mifal-HaPayis-Auszeichnung, der Nissim-Gaon-Auszeichnung sowie als auch mit einer Auszeichnung der Recanati-Foundation ausgezeichnet.
Im Oktober 1979 wurde er zum Dozenten am Institut für Hebräische Sprache der Ben-Gurion-Universität im Negev und 1997 zum ordentlichen Professor ernannt.
Von 1986 bis 1990 war Sivan Gastprofessor an der Harvard University und der Brandeis University.
Von 2000 bis 2004 war er Leiter der Abteilung für Hebräische Sprache und während der Amtszeit von Dekan Jimmy Weinblatt Vizedekan der Fakultät für Geistes- und Sozialwissenschaften. Von 1998 bis 2013 war Sivan Vorsitzender des Korim-Verlags der Ben-Gurion-Universität. Während seiner Amtszeit wurden mehr als 150 Titel veröffentlicht. Von 2006 bis 2010 war Sivan Mitglied des Top-Nominierungsausschusses der Ben-Gurion-Universität.

## Beitrag zum Bereich der Lexikographie
In Zusammenarbeit mit Maya Fruchtman gab Sivan das „Ariel-Wörterbuch“ heraus und verfasste zusammen mit Haim Dihi das aramäisch-hebräische Ariel-Wörterbuch. Beide Wörterbücher wurden vom Korim-Verlag veröffentlicht.

## Forschungsfelder
- Althebräisch (biblisches Hebräisch und protobiblisches Hebräisch)
- Nordwestliche semitische Sprachen (Kanaaniter in Al-Amarna-Briefen, ugaritische Sprache, phönizisch und punisch, hebräische Inschriften aus dem biblischen Zeitalter, Ammoniteninschriften)
- Jüdische Grammatiker des Mittelalters (Hayyuj, Ibn Janah usw.)

## Privates
Daniel Sivan ist zum zweiten Mal verheiratet und hat drei Kinder aus einer früheren Ehe.

## Veröffentlichungen
- Grammatical Analysis and Glossary of the Northwest Semitic Vocables in Akkadian Texts of the 15th–13th C. B.C. from Canaan and Syria (= Alter Orient und Altes Testament 214). Butzon und Bercker, Kevelaer 1984. ISBN 3-7666-9374-3
- mit Zipora Cochavi-Rainey: West-Semitic Vocabulary in Egyptian Script of the 14th to the 10th Centuries BCE (= Beer Sheva 6). Beer Sheva 1992.
- A Grammar of the Ugaritic Language (= Handbuch der Orientalistik I,28). Brill, Leiden u. a. 1997. ISBN 90-04-10614-6
- mit Ali Wated: שלושת חיבורי הדקדוק של ר׳ יהודה חיוג׳ במקורם הערבי ובתרגום לעברית חדשה. מהדורה ביקורתית [Three Treatises on Hebrew Grammar by R. Judah Ḥayyuj. A New Critical Edition of the Arabic Text with a Modern Hebrew Translation]. Beer Sheva 2011. ISBN 978-965-536-096-7